# Claudi Claudià
Claudi Claudià - Claudius Claudianus (llatí) - (Alexandria, 370 — Roma, 405) va ser un poeta romà de la cort de l'emperador romà Honori. Va escriure en les llengues llatina i grega, però la majoria d'obres s'han perdut. Era nadiu d'Alexandria, però es desconeix quina fou la seva formació i activitats dels primers anys de la seva vida, els motius de la seva emigració a Roma i quan es produí. Tanmateix hi ha constància de la seva presència el 395 quan escriví un panegíric en el consolat de Probí i Olibri. Mercès als seus dos patrons, Probí i Olibri, va esdevenir poeta de la cort. Va rebre el tractament de vir illustris, i se li va erigir una estàtua i un objecte seleccionat per la dona d'Estilicó, Serena. És considerat un gran poeta, però modernament se li atribueixen alguns defectes que impedeixen situar-lo com el millor del seu temps. Va morir després del 404, ja que el sisè consolat d'Honori és el darrer esdeveniment històric mencionat a les seves obres.

## Obres
A més del panegíric a Probí i Olibri, també escrigué sobre els fets d'Estilicó i invectives contra els seus rivals a la cort d'Arcadi. La majoria d'obres s'han perdut i les que es conserven ho són de forma fragmentària:
- Panegyricus dictus Probino et Olybrio consulibus
- In Rufinum
- De Bello Gildonico
- In Eutropium
- Fescennina / Epithalamium de Nuptiis Honorii Augusti
- Panegyricus de Tertio Consulatu Honorii Augusti
- Panegyricus de Quarto Consulatu Honorii Augusti
- Panegyricus de Consulatu Flavii Manlii Theodori
- De Consulatu Stilichonis
- Panegyricus de Sexto Consulatu Honorii Augusti
- De Bello Gothico (sobre la guerra Gòtica del 402-403)
- Poemes menors: Epithalamium Palladio et Celerinae; de Magnete; de Crystallo cui aqua inerat
- Epopeia de tema mitològic: El rapte de Prosèrpina i Gigantomàquia.
- Epopeia de tema contemporani: La guerra contra Gildon, La guerra contra els Godes.